# Azu Mountain
Azu Mountain är ett berg i Kanada.   Det ligger i provinsen British Columbia, i den centrala delen av landet, 3 400 km väster om huvudstaden Ottawa. Toppen på Azu Mountain är 1 626 meter över havet, eller 76 meter över den omgivande terrängen. Bredden vid basen är 0,98 km.
Terrängen runt Azu Mountain är kuperad åt nordväst, men åt sydost är den bergig. Trakten runt Azu Mountain är nära nog obefolkad, med mindre än två invånare per kvadratkilometer..
I omgivningarna runt Azu Mountain växer i huvudsak barrskog.